# Im April (Bruckner)
Im April, WAB 75 ist ein Lied von Anton Bruckner aus dem Jahr 1865.

## Geschichte
Bruckner komponierte das Lied nach einem Text von Emanuel Geibel während seines Aufenthalts in Linz. Er widmete das Lied seiner Schülerin Helene Hofmann, der jüngeren Schwester von Pauline Hofmann.
Das Datum der Komposition ist ungewiss. Ursprünglich wurde angenommen, dass das Lied 1868 komponiert wurde. Da es Helene Hofmann gewidmet war, gab Angela Pachovsky stattdessen das Datum „vor dem 18. September 1865“ an, d. i., vor Helenes Hochzeit mit Heinrich Heissler.
Das Manuskript ist verschollen, aber eine Kopie wird im Archiv des Stifts St. Florian aufbewahrt. 1898 wurde das Werk von Bernhard Herzmansky bei Doblinger herausgegeben. Die Uraufführung fand am 5. Februar 1903 durch Gisela Seehofer in einem Konzert des Wiener Akademischen Wagner-Vereins statt. in dem Seehofer auch Bruckners Ave Maria, WAB 7 und  Wie bist du, Frühling, gut und treu sang.
Das Lied erscheint im Band XXIII/1, Nr. 5 der Gesamtausgabe'.

## Text
Das Lied basiert auf einem Text von Emanuel Geibel.
Du feuchter Frühlingsabend,

Wie hab' ich dich so gern,

Der Himmel wolkenbehangen,

Nur hie und da ein Stern.

Wie leiser Himmelsodem

Hauchet so laut die Luft,

Es steigt aus allen Tälern,

Ein warmer Veilchenduft.

Ich möcht' ein Lied ersinnen,

Das diesem Abend gleich,

Und kann den Klang nicht finden

So dunkel, mild und weich.

## Musik
Das 60 Takte lange Werk in A-Dur ist für Solostimme und Klavier geschrieben.

## Diskografie
An kommerziellen Aufnahmen von Im April seien erwähnt:
- Robert Holzer (Bass), Thomas Kerbl (Klavier), Anton Bruckner Lieder/Magnificat – CD: LIVA 046, 2011. NB: Transponiert in G-Dur.[5]
- Ulf Bästlein (Bariton), Sascha El Mouissi (Klavier), Ich blick’ in mein Herz und ich blick' in die Welt – CD Gramola 99136, 2017
- Elisabeth Wimmer (Sopran), Daniel Linton-France (Klavier) in: Bruckner, Anton – Böck liest Bruckner II – CD Gramola 99237, 2020
- Erinnerung – Bruckner in St. Florian, Alois Mühlbacher (Countertenor), Franz Farnberger (Flügel) – CD: Solo Musica SM 450, 2024
- Günther Groissböck (Bass), Malcolm Martineau (Klavier) - Männerliebe und Leben – CD Gramola 99294, 2024